# Crepe

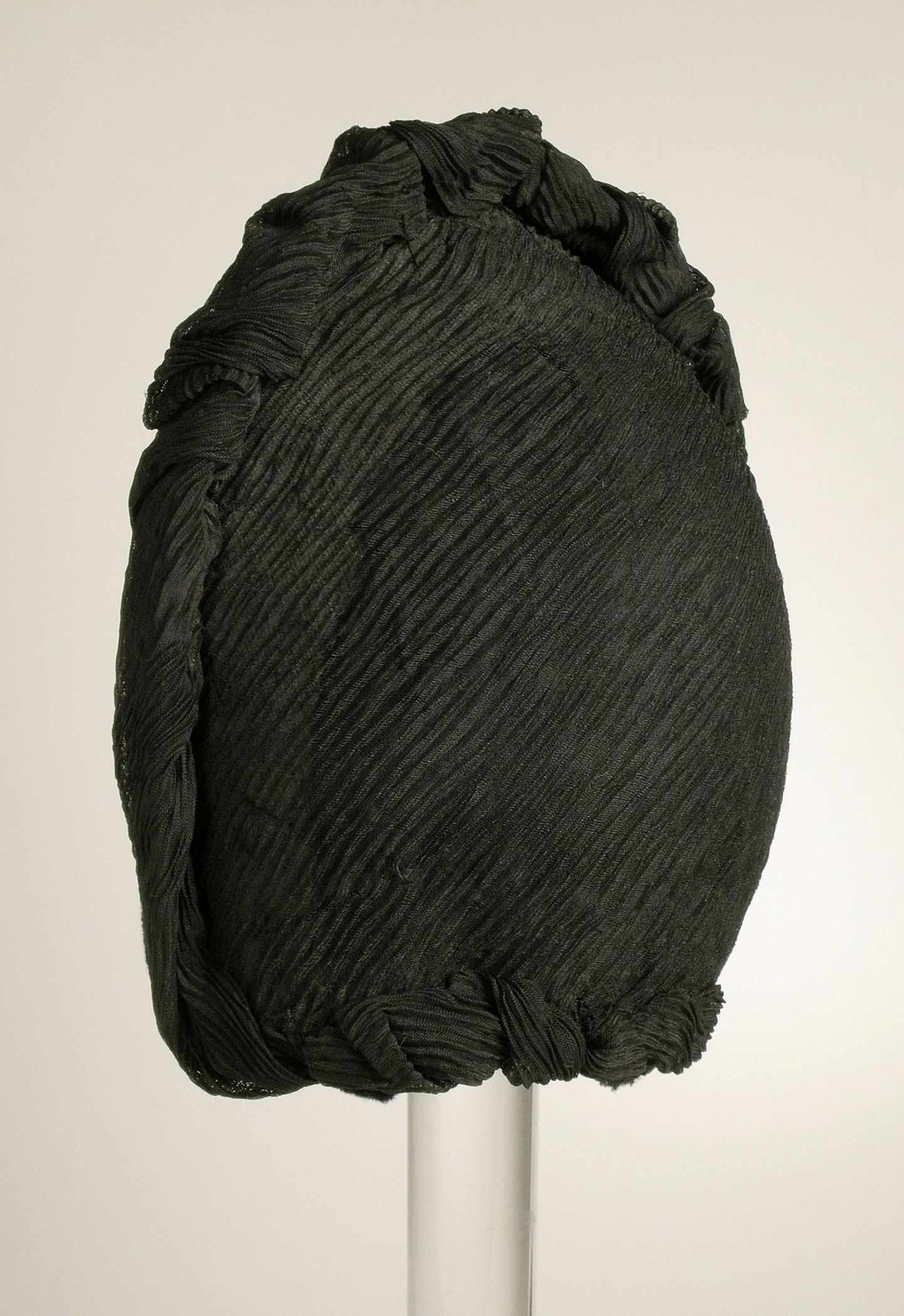
Estados Unidos, traje da década de 1880; Acessório de crepe de seda da Sra. Margaret Elm Bryner

Crepe (do francês crêpe, "crespo") é um tipo de tecido muito leve, de aspecto ondulado, feito com fios altamente torcidos de seda ou lã (natural ou sintética).

## Tipos de crepe
- Crepe cetim: variante acetinada de crepe da China
- Crepe da China: crepe de seda, liso ou estampado, originário da China
- Crepe de lã: crepe feito de lã torcida
- Crepe Georgette: crepe de seda ou de fio sintético, originário da França
- Crepe Marrocain: originário do Marrocos e semelhante ao crepe da China, porém mais encorpado
- Crepe Mousse: crepe francês de textura granulada
- Crepe Romain: crepe italiano semelhante ao crepe Georgette
- Crepe Susette: similar ao crepe Georgette, mas com fios torcidos numa só direção
- Crepom: crepe de algodão plissado ou ondulado, com aspecto semelhante ao de papel crepom